# Megalosaurus
Megalosaurus bucklandii
Ne doit pas être confondu avec Megacephalosaurus ou Megalocephalus.
Genre
Espèce
Megalosaurus est un genre éteint de dinosaures de l'ordre des saurischiens, du sous-ordre des théropodes et de la famille des Megalosauridae. Il vécut au Jurassique moyen, sur une période s'étendant d'environ 175 à 164 millions d'années. Il mesurait 6 mètres à 7 mètres de long et 3 mètres de haut. Premier dinosaure à avoir fait l'objet d'une description scientifique, Megalosaurus jouit d'une grande célébrité dans les arts et la fiction entre sa première description en 1824 et les années 1920, avant que sa renommée ne s'étiole au profit de celles d'autres espèces de dinosaures découvertes plus tard, notamment le tyrannosaure, autre grand dinosaure carnivore.

## Description
D'après les fossiles connus actuellement, on sait que Megalosaurus était un dinosaure carnivore ayant vécu au Bathonien (période qui commence il y a 168 millions d'années et se termine il y a 165 millions d'années). Il était bipède, mesurait 6 à 7 mètres de long et était doté d'une grande gueule aux dents tranchantes. Ses fossiles ont été découverts dans l'actuelle Angleterre.

## Classification
Une analyse phylogénétique réalisée en 2012 par Matthew Carrano et al. place Megalosaurus en groupe frère de Torvosaurus au sein de la sous-famille des Megalosaurinae :
|  | Eustreptospondylus |
|  |                    |

|  | Duriavenator                                                 |
|  |                                                              |
|  | \| \| Megalosaurus \| \| \| \| \| \| Torvosaurus \| \| \| \| |
|  |                                                              |
|  | Megalosaurus                                                 |
|  |                                                              |
|  | Torvosaurus                                                  |
|  |                                                              |

|  | Megalosaurus |
|  |              |
|  | Torvosaurus  |
|  |              |

|  | Dubreuillosaurus |
|  |                  |
|  | Magnosaurus      |
|  |                  |

|  | Leshansaurus   |
|  |                |
|  | Piveteausaurus |
|  |                |

|  | Dubreuillosaurus |
|  |                  |
|  | Magnosaurus      |
|  |                  |

|  | Leshansaurus   |
|  |                |
|  | Piveteausaurus |
|  |                |

|  | Duriavenator                                                 |
|  |                                                              |
|  | \| \| Megalosaurus \| \| \| \| \| \| Torvosaurus \| \| \| \| |
|  |                                                              |
|  | Megalosaurus                                                 |
|  |                                                              |
|  | Torvosaurus                                                  |
|  |                                                              |

|  | Megalosaurus |
|  |              |
|  | Torvosaurus  |
|  |              |

|  | Dubreuillosaurus |
|  |                  |
|  | Magnosaurus      |
|  |                  |

|  | Leshansaurus   |
|  |                |
|  | Piveteausaurus |
|  |                |

|  | Dubreuillosaurus |
|  |                  |
|  | Magnosaurus      |
|  |                  |

|  | Leshansaurus   |
|  |                |
|  | Piveteausaurus |
|  |                |

|  | Eustreptospondylus |
|  |                    |

|  | Duriavenator                                                 |
|  |                                                              |
|  | \| \| Megalosaurus \| \| \| \| \| \| Torvosaurus \| \| \| \| |
|  |                                                              |
|  | Megalosaurus                                                 |
|  |                                                              |
|  | Torvosaurus                                                  |
|  |                                                              |

|  | Megalosaurus |
|  |              |
|  | Torvosaurus  |
|  |              |

|  | Dubreuillosaurus |
|  |                  |
|  | Magnosaurus      |
|  |                  |

|  | Leshansaurus   |
|  |                |
|  | Piveteausaurus |
|  |                |

|  | Dubreuillosaurus |
|  |                  |
|  | Magnosaurus      |
|  |                  |

|  | Leshansaurus   |
|  |                |
|  | Piveteausaurus |
|  |                |

|  | Duriavenator                                                 |
|  |                                                              |
|  | \| \| Megalosaurus \| \| \| \| \| \| Torvosaurus \| \| \| \| |
|  |                                                              |
|  | Megalosaurus                                                 |
|  |                                                              |
|  | Torvosaurus                                                  |
|  |                                                              |

|  | Megalosaurus |
|  |              |
|  | Torvosaurus  |
|  |              |

|  | Dubreuillosaurus |
|  |                  |
|  | Magnosaurus      |
|  |                  |

|  | Leshansaurus   |
|  |                |
|  | Piveteausaurus |
|  |                |

|  | Dubreuillosaurus |
|  |                  |
|  | Magnosaurus      |
|  |                  |

|  | Leshansaurus   |
|  |                |
|  | Piveteausaurus |
|  |                |

|  | Eustreptospondylus |
|  |                    |

|  | Duriavenator                                                 |
|  |                                                              |
|  | \| \| Megalosaurus \| \| \| \| \| \| Torvosaurus \| \| \| \| |
|  |                                                              |
|  | Megalosaurus                                                 |
|  |                                                              |
|  | Torvosaurus                                                  |
|  |                                                              |

|  | Megalosaurus |
|  |              |
|  | Torvosaurus  |
|  |              |

|  | Dubreuillosaurus |
|  |                  |
|  | Magnosaurus      |
|  |                  |

|  | Leshansaurus   |
|  |                |
|  | Piveteausaurus |
|  |                |

|  | Dubreuillosaurus |
|  |                  |
|  | Magnosaurus      |
|  |                  |

|  | Leshansaurus   |
|  |                |
|  | Piveteausaurus |
|  |                |

|  | Duriavenator                                                 |
|  |                                                              |
|  | \| \| Megalosaurus \| \| \| \| \| \| Torvosaurus \| \| \| \| |
|  |                                                              |
|  | Megalosaurus                                                 |
|  |                                                              |
|  | Torvosaurus                                                  |
|  |                                                              |

|  | Megalosaurus |
|  |              |
|  | Torvosaurus  |
|  |              |

|  | Dubreuillosaurus |
|  |                  |
|  | Magnosaurus      |
|  |                  |

|  | Leshansaurus   |
|  |                |
|  | Piveteausaurus |
|  |                |

|  | Dubreuillosaurus |
|  |                  |
|  | Magnosaurus      |
|  |                  |

|  | Leshansaurus   |
|  |                |
|  | Piveteausaurus |
|  |                |

|  | Eustreptospondylus |
|  |                    |

|  | Duriavenator                                                 |
|  |                                                              |
|  | \| \| Megalosaurus \| \| \| \| \| \| Torvosaurus \| \| \| \| |
|  |                                                              |
|  | Megalosaurus                                                 |
|  |                                                              |
|  | Torvosaurus                                                  |
|  |                                                              |

|  | Megalosaurus |
|  |              |
|  | Torvosaurus  |
|  |              |

|  | Dubreuillosaurus |
|  |                  |
|  | Magnosaurus      |
|  |                  |

|  | Leshansaurus   |
|  |                |
|  | Piveteausaurus |
|  |                |

|  | Dubreuillosaurus |
|  |                  |
|  | Magnosaurus      |
|  |                  |

|  | Leshansaurus   |
|  |                |
|  | Piveteausaurus |
|  |                |

|  | Duriavenator                                                 |
|  |                                                              |
|  | \| \| Megalosaurus \| \| \| \| \| \| Torvosaurus \| \| \| \| |
|  |                                                              |
|  | Megalosaurus                                                 |
|  |                                                              |
|  | Torvosaurus                                                  |
|  |                                                              |

|  | Megalosaurus |
|  |              |
|  | Torvosaurus  |
|  |              |

|  | Dubreuillosaurus |
|  |                  |
|  | Magnosaurus      |
|  |                  |

|  | Leshansaurus   |
|  |                |
|  | Piveteausaurus |
|  |                |

|  | Dubreuillosaurus |
|  |                  |
|  | Magnosaurus      |
|  |                  |

|  | Leshansaurus   |
|  |                |
|  | Piveteausaurus |
|  |                |

|  | Eustreptospondylus |
|  |                    |

|  | Duriavenator                                                 |
|  |                                                              |
|  | \| \| Megalosaurus \| \| \| \| \| \| Torvosaurus \| \| \| \| |
|  |                                                              |
|  | Megalosaurus                                                 |
|  |                                                              |
|  | Torvosaurus                                                  |
|  |                                                              |

|  | Megalosaurus |
|  |              |
|  | Torvosaurus  |
|  |              |

|  | Dubreuillosaurus |
|  |                  |
|  | Magnosaurus      |
|  |                  |

|  | Leshansaurus   |
|  |                |
|  | Piveteausaurus |
|  |                |

|  | Dubreuillosaurus |
|  |                  |
|  | Magnosaurus      |
|  |                  |

|  | Leshansaurus   |
|  |                |
|  | Piveteausaurus |
|  |                |

|  | Duriavenator                                                 |
|  |                                                              |
|  | \| \| Megalosaurus \| \| \| \| \| \| Torvosaurus \| \| \| \| |
|  |                                                              |
|  | Megalosaurus                                                 |
|  |                                                              |
|  | Torvosaurus                                                  |
|  |                                                              |

|  | Megalosaurus |
|  |              |
|  | Torvosaurus  |
|  |              |

|  | Dubreuillosaurus |
|  |                  |
|  | Magnosaurus      |
|  |                  |

|  | Leshansaurus   |
|  |                |
|  | Piveteausaurus |
|  |                |

|  | Dubreuillosaurus |
|  |                  |
|  | Magnosaurus      |
|  |                  |

|  | Leshansaurus   |
|  |                |
|  | Piveteausaurus |
|  |                |

|  | Eustreptospondylus |
|  |                    |

|  | Duriavenator                                                 |
|  |                                                              |
|  | \| \| Megalosaurus \| \| \| \| \| \| Torvosaurus \| \| \| \| |
|  |                                                              |
|  | Megalosaurus                                                 |
|  |                                                              |
|  | Torvosaurus                                                  |
|  |                                                              |

|  | Megalosaurus |
|  |              |
|  | Torvosaurus  |
|  |              |

|  | Dubreuillosaurus |
|  |                  |
|  | Magnosaurus      |
|  |                  |

|  | Leshansaurus   |
|  |                |
|  | Piveteausaurus |
|  |                |

|  | Dubreuillosaurus |
|  |                  |
|  | Magnosaurus      |
|  |                  |

|  | Leshansaurus   |
|  |                |
|  | Piveteausaurus |
|  |                |

|  | Duriavenator                                                 |
|  |                                                              |
|  | \| \| Megalosaurus \| \| \| \| \| \| Torvosaurus \| \| \| \| |
|  |                                                              |
|  | Megalosaurus                                                 |
|  |                                                              |
|  | Torvosaurus                                                  |
|  |                                                              |

|  | Megalosaurus |
|  |              |
|  | Torvosaurus  |
|  |              |

|  | Dubreuillosaurus |
|  |                  |
|  | Magnosaurus      |
|  |                  |

|  | Leshansaurus   |
|  |                |
|  | Piveteausaurus |
|  |                |

|  | Dubreuillosaurus |
|  |                  |
|  | Magnosaurus      |
|  |                  |

|  | Leshansaurus   |
|  |                |
|  | Piveteausaurus |
|  |                |

|  | Eustreptospondylus |
|  |                    |

|  | Duriavenator                                                 |
|  |                                                              |
|  | \| \| Megalosaurus \| \| \| \| \| \| Torvosaurus \| \| \| \| |
|  |                                                              |
|  | Megalosaurus                                                 |
|  |                                                              |
|  | Torvosaurus                                                  |
|  |                                                              |

|  | Megalosaurus |
|  |              |
|  | Torvosaurus  |
|  |              |

|  | Dubreuillosaurus |
|  |                  |
|  | Magnosaurus      |
|  |                  |

|  | Leshansaurus   |
|  |                |
|  | Piveteausaurus |
|  |                |

|  | Dubreuillosaurus |
|  |                  |
|  | Magnosaurus      |
|  |                  |

|  | Leshansaurus   |
|  |                |
|  | Piveteausaurus |
|  |                |

|  | Duriavenator                                                 |
|  |                                                              |
|  | \| \| Megalosaurus \| \| \| \| \| \| Torvosaurus \| \| \| \| |
|  |                                                              |
|  | Megalosaurus                                                 |
|  |                                                              |
|  | Torvosaurus                                                  |
|  |                                                              |

|  | Megalosaurus |
|  |              |
|  | Torvosaurus  |
|  |              |

|  | Dubreuillosaurus |
|  |                  |
|  | Magnosaurus      |
|  |                  |

|  | Leshansaurus   |
|  |                |
|  | Piveteausaurus |
|  |                |

|  | Dubreuillosaurus |
|  |                  |
|  | Magnosaurus      |
|  |                  |

|  | Leshansaurus   |
|  |                |
|  | Piveteausaurus |
|  |                |

|  | Eustreptospondylus |
|  |                    |

|  | Duriavenator                                                 |
|  |                                                              |
|  | \| \| Megalosaurus \| \| \| \| \| \| Torvosaurus \| \| \| \| |
|  |                                                              |
|  | Megalosaurus                                                 |
|  |                                                              |
|  | Torvosaurus                                                  |
|  |                                                              |

|  | Megalosaurus |
|  |              |
|  | Torvosaurus  |
|  |              |

|  | Dubreuillosaurus |
|  |                  |
|  | Magnosaurus      |
|  |                  |

|  | Leshansaurus   |
|  |                |
|  | Piveteausaurus |
|  |                |

|  | Dubreuillosaurus |
|  |                  |
|  | Magnosaurus      |
|  |                  |

|  | Leshansaurus   |
|  |                |
|  | Piveteausaurus |
|  |                |

|  | Duriavenator                                                 |
|  |                                                              |
|  | \| \| Megalosaurus \| \| \| \| \| \| Torvosaurus \| \| \| \| |
|  |                                                              |
|  | Megalosaurus                                                 |
|  |                                                              |
|  | Torvosaurus                                                  |
|  |                                                              |

|  | Megalosaurus |
|  |              |
|  | Torvosaurus  |
|  |              |

|  | Dubreuillosaurus |
|  |                  |
|  | Magnosaurus      |
|  |                  |

|  | Leshansaurus   |
|  |                |
|  | Piveteausaurus |
|  |                |

|  | Dubreuillosaurus |
|  |                  |
|  | Magnosaurus      |
|  |                  |

|  | Leshansaurus   |
|  |                |
|  | Piveteausaurus |
|  |                |

## Découverte et dénomination

### Le premier dinosaure décrit
Au XVIIe siècle, un os fossilisé de grande taille fut découvert dans une carrière de Cornwell près d'Oxford, avant d'être envoyé à Robert Plot, conservateur de l'Ashmolean Museum d'Oxford. L'os était alors considéré comme un fossile d'un géant baptisé « Scrotum Humanum » et fut le premier fossile de dinosaure à être dessiné dans l'Histoire naturelle du comté d'Oxford en 1676.
C'est seulement un siècle et demi plus tard qu'un autre savant, William Buckland, identifie l'os en question comme celui d'une espèce disparue de reptile qui sera appelée plus tard Megalosaurus.
Megalosaurus fut dès lors le tout premier dinosaure à posséder un nom. Celui-ci lui fut donné par William Buckland, un excentrique professeur de géologie de l'Université d'Oxford qui avait commencé à constituer des collections de fossiles dès 1815 à partir de découvertes faites dans les carrières de Stonesfield, dans l'Oxfordshire, en Angleterre. Buckland rassembla plusieurs os longs, des vertèbres et une mâchoire arborant encore plusieurs dents comprimées et tranchantes. Influencé par les travaux du Français Georges Cuvier, qui avait émis l'hypothèse que certains fossiles pouvaient appartenir à des espèces animales disparues et en particulier à des reptiles, Buckland suppose que les os qu'il a rassemblés ont appartenu à un lézard géant éteint. Il reçoit la visite de Cuvier en 1818 et lui montre les os énormes qu'il collectionne. En 1824, Buckland donne à l'animal disparu le nom scientifique Megalosaurus, qui signifie « grand lézard » en grec ancien,. Dans les années 1830, on imagine Megalosaurus comme une sorte de lézard géant d'environ 30 mètres de long (sa longueur réelle est en réalité trois fois moindre, au moins) et on le représente avec des pattes courtes, marchant avec le ventre au ras du sol.
Sous l'influence du paléontologue anglais Richard Owen, la conception du Megalosaurus et des dinosaures en général change dans les années 1840-1850 : on commence à les représenter non plus avec des pattes courbées et écartées de chaque côté du ventre comme celles des lézards et des crocodiles, mais avec des membres verticaux sous le corps, ce qui redresse notablement leur silhouette.
Au cours des décennies suivantes, les paléontologues découvrent et décrivent des squelettes complets appartenant à de proches cousins de Megalosaurus. Mais, en 2016, on ne possédait encore aucun squelette complet de Megalosaurus lui-même. Aucun fossile notable du crâne de Megalosaurus n'est venu compléter ce que Buckland avait déjà décrit de cette partie de son squelette. 
On a cru pendant plus d'un siècle, jusqu'en 1964, qu'un fossile d’Eustreptospondylus découvert à Oxford appartenait au squelette d'un Megalosaurus : les fossiles de ces deux dinosaures avaient été retrouvés au même endroit, près d'Oxford, et tous deux possédaient quasiment la même structure squelettique. L'erreur a été démontrée par le spécialiste anglais des fossiles Alick Walker[réf. nécessaire].

## Représentations dans les arts
Megalosaurus est l'un des dinosaures les plus célèbres et l'un des plus souvent évoqués dans les arts pendant les premières décennies de la paléontologie, entre les années 1820 et 1920. Il est le dinosaure carnivore par excellence, tandis que l'Iguanodon est le dinosaure herbivore le plus connu. Après les années 1920, la célébrité de Megalosaurus s'efface petit à petit au profit de dinosaures découverts plus récemment, et il est supplanté dans les arts par d'autres grands carnivores comme Tyrannosaurus. 

### Reconstitutions et vues d'artistes
Dès 1824, le paléontologue français Georges Cuvier publie des illustrations de Megalosaurus dans la deuxième édition de ses Recherches sur les ossements fossiles, ce qui contribue à faire connaître ce dinosaure en France où Cuvier jouit d'un grand prestige scientifique. Au cours des années 1820, de nombreux ouvrages de vulgarisation scientifique incluent des illustrations montrant Megalosaurus, souvent aux prises avec l'un des autres premiers dinosaures découverts à cette époque, Iguanodon (on se rend compte par la suite qu'ils n'ont jamais pu se côtoyer puisque Iguanodon a vécu 35 millions d'années après les derniers Megalosaurus). La première vue d'artiste tentant de reconstituer l'apparence d'un Megalosaurus paraît en 1831 dans un livre d'un paléontologue allemand, Georg August Goldfuss, où il a la forme d'un énorme lézard quadrupède, conformément aux hypothèses des paléontologues de l'époque.
Une petite vingtaine d'années après, en 1852, le sculpteur britannique Benjamin Waterhouse Hawkins est chargé par la Crystal Palace Company de concevoir des sculptures géantes de dinosaures pour le Crystal Palace, un majestueux bâtiment de métal et de verre bâti à Londres en vue de l'exposition universelle de 1851, puis déplacé au sud de la ville. Hawkins utilise les hypothèses les plus récentes de son époque, celles de Richard Owen, et il sculpte plusieurs dinosaures d'une longueur de 6 mètres, dont un Megalosaurus, que l'on imagine encore quadrupède à ce moment. Le sculpteur reçoit la visite de la reine Victoria en novembre 1853 et, le 31 décembre, il reçoit une vingtaine d'invités qui prennent place avec lui pour le réveillon à l'intérieur d'un moule ayant servi pour un Iguanodon. Les sculptures de Hawkins exercent une très grande influence sur les représentations artistiques des dinosaures au cours des décennies suivantes.

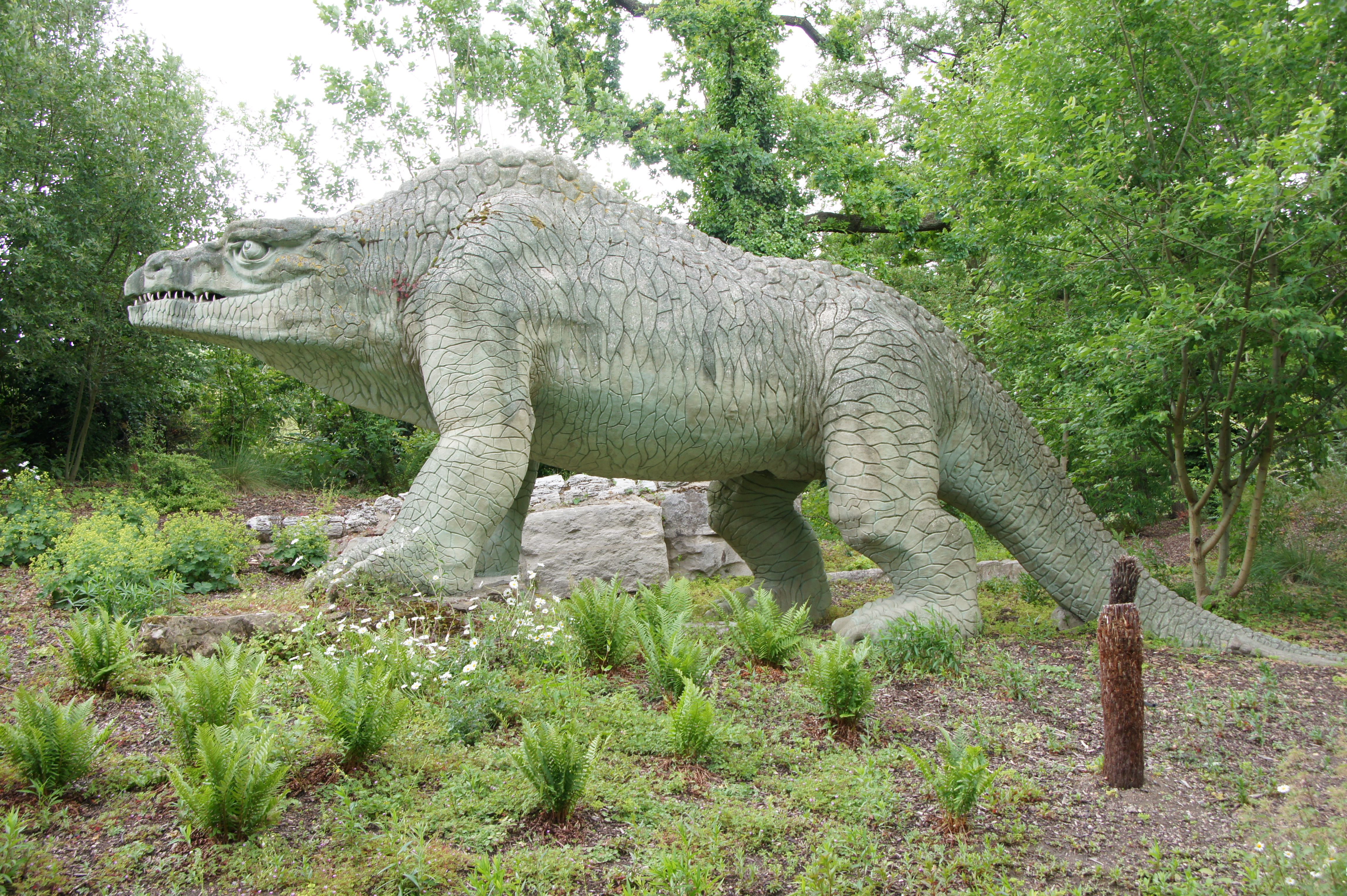
Sculpture d'un Megalosaurus par Waterhouse Hawkins montrant l'image qu'on s'en faisait en 1853.
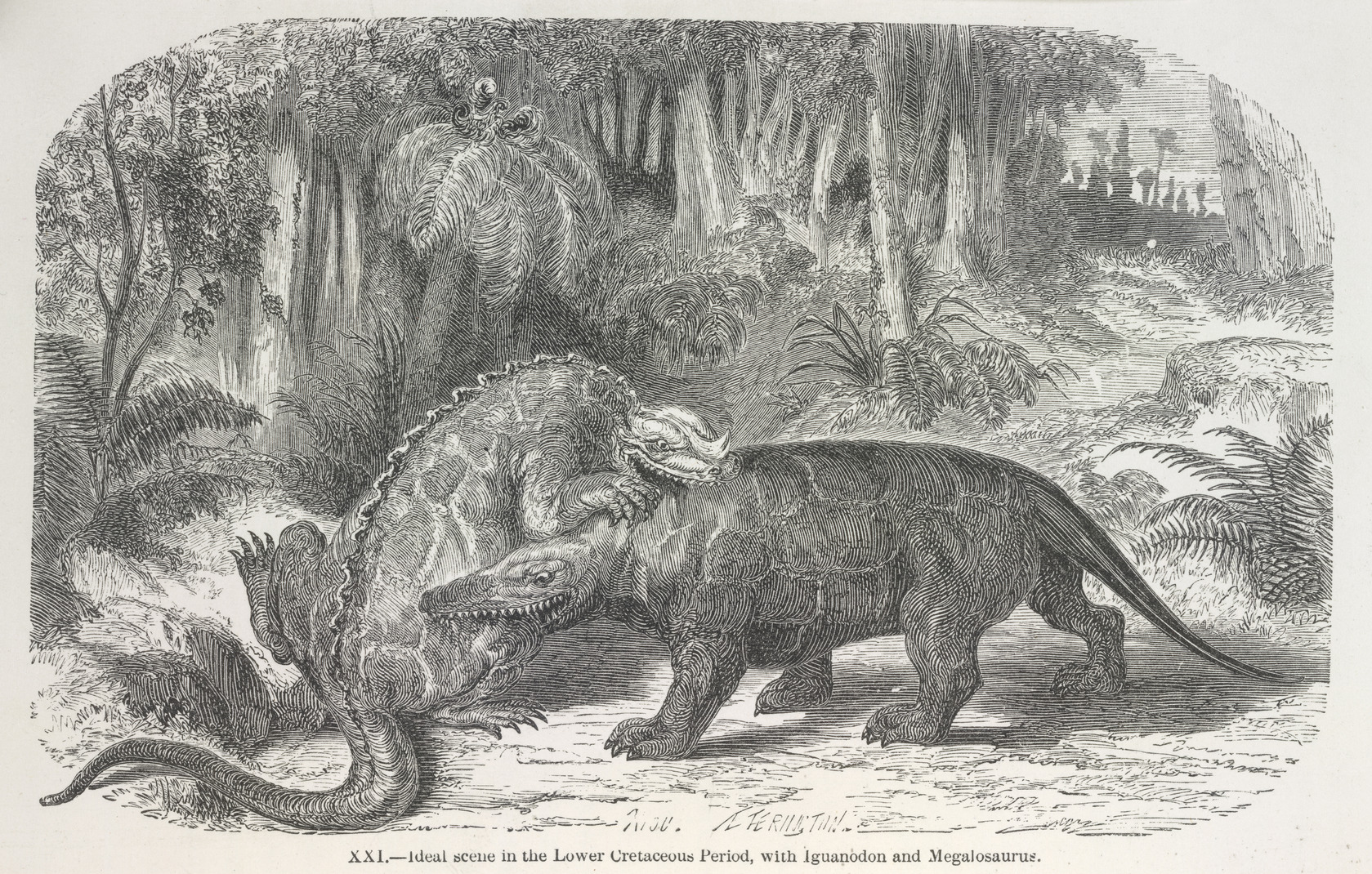
Gravure d'Édouard Riou illustrant le livre de Louis Figuier La Terre avant le déluge (1862).
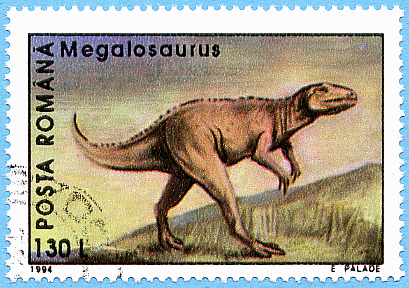
Un Megalosaurus sur un timbre roumain en 1994.
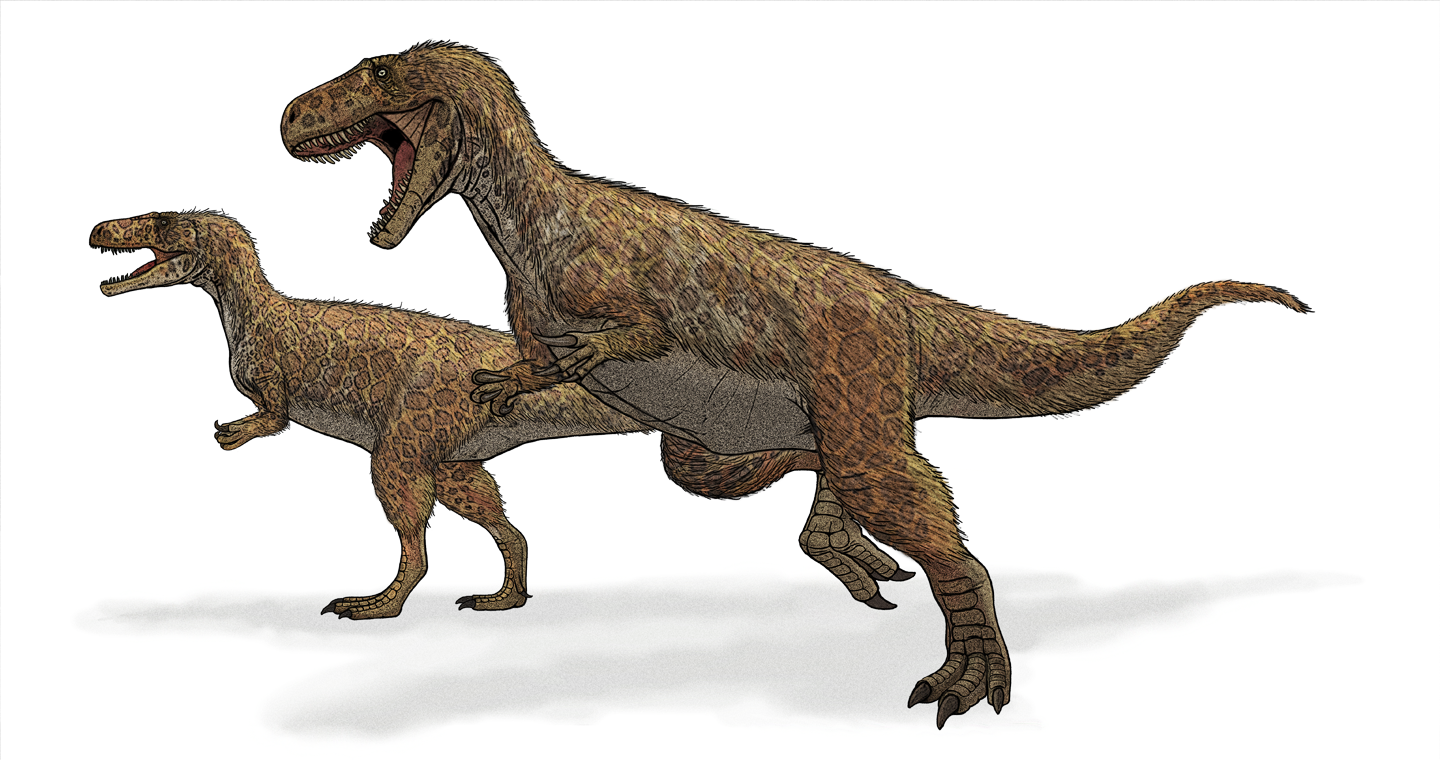
Vue d'artiste de Megalosaurus avec des proto-plumes en 2006.

### Littérature
Megalosaurus apparaît dans de nombreux romans et nouvelles de la fin du XIXe siècle et du début du XXe siècle. Sa toute première évocation connue dans un texte littéraire se trouve dans un récit de Pierre Boitard, Paris avant les hommes, qui paraît sous la forme de deux épisodes dans la revue Musée des Familles. Lectures du Soir en 1836 et 1837. Guidé par le diable Asmodée, le narrateur remonte le temps et visite le passé de Paris. Il donne une vision terrifiante du mégalosaure, montré comme une sorte de gigantesque crocodile écailleux à pattes courtes et à longue tête, capable de courber les troncs des arbres sur son passage et d'évoluer aussi bien dans l'eau que sur la terre. En 1853, l'écrivain britannique Charles Dickens publie le roman La Maison d'Âpre-Vent (Bleak House), dont les premières lignes consistent en une description de Londres par un temps pluvieux de novembre, où « l'on ne serait pas surpris de rencontrer un megalosaurus, long de quarante pieds ou presque, gravissant tel un éléphantesque lézard, la colline de Holbox ». Ce dinosaure devient, dans ce passage, un symbole des désordres de la société industrielle.
L'un des premiers romans fameux à le mettre en scène est Le Monde perdu de l'écrivain britannique Arthur Conan Doyle, paru en 1912. Dans ce roman, une expédition scientifique découvre, quelque part en Amérique du Sud, un plateau rocheux coupé du reste du monde et où survivent différentes espèces éteintes ailleurs, dont des dinosaures. Un soir, le campement de l'expédition est attaqué par un gros dinosaure carnivore, que les personnages n'identifient pas avec précision : ils se demandent s'ils ont affaire à un Megalosaurus (comme le pense le professeur Summerlee) ou à un Allosaurus (comme le soutient le professeur Challenger). Plus loin dans l'intrigue, le journaliste Malone se retrouve poursuivi par ce dinosaure. Dans un roman d'aventure paru à titre posthume en 1888, L'étrange manuscrit trouvé dans un cylindre de cuivre, l'écrivain canadien James De Mille met à son tour en scène Megalosaurus. Dans ce livre, les passagers d'un yacht découvrent un cylindre de cuivre contenant le récit des aventures d'un marin, Adam More, qui a découvert sous l'Antarctique un monde souterrain où survivent des dinosaures. More et sa compagne de voyage Almah subissent à un moment donné l'assaut d'un dinosaure que les lecteurs du manuscrit identifient comme un Megalosaurus. 
Le mégalosaure inspire également les écrivains français. L'écrivain Maurice Renard imagine dans sa nouvelle Les Vacances de Monsieur Dupont, parue en 1905, la découverte au XXe siècle d'un œuf qui éclot pour donner naissance à un terrible Megalosaurus. En 1923, Fernand Mysor publie Les Semeurs d'épouvante, roman des temps jurassiques, où deux aventuriers sont projetés par hypnose jusqu'au Jurassique et affrontent divers dinosaures, dont un gigantesque mégalosaure.
Après les années 1920, le mégalosaure est supplanté dans la faveur du public par d'autres dinosaures découverts dans l'intervalle, notamment Tyrannosaurus. Il apparaît plus rarement dans la littérature. Cependant, il est l'un des principaux dinosaures mis en scène dans le roman de science-fiction Carnosaur de l'écrivain australien John Brosnan, paru en 1984.